# Aleksandr Zotov
Aleksandr Vladimirovič Zotov (in russo Александр Владимирович Зотов?; traslitterazione anglosassone: Aleksandr Vladimirovich Zotov; Askiz, 27 agosto 1990) è un calciatore russo, centrocampista del Rubin.

## Carriera

### Club
Proveniente dalle giovanili del club, debutta in prima squadra nel 2008.

### Nazionale
Ha giocato nella nazionale russa Under-21.

## Palmarès

### Club

#### Competizioni nazionali
- Pervaja Liga: 2

Dinamo Mosca: 2016-2017
Rubin: 2022-2023